# 부르친 테르지올루
부르친 테르지올루(튀르키예어: Burçin Terzioğlu, 1980년 3월 9일 ~ )는 터키의 배우이다. 2016 황금나비상 여우주연상 수상자이다.